# 지에스이 (기업)
지에스이(GSE Co., Ltd.)는 대한민국의 기업이다. 본사는 경남 사천시 사천읍 구암두문로 412-30에 위치해 있으며 대표이사는 김재헌이다. 

## 참고문헌
1. ↑  지에스이, +7.78% 상승폭 확대, 조선비즈, 2024년 5월 9일
2. ↑  LNG 발전·유통 테마, 지역난방공사 +6.93%, 지에스이 +6.63%, 조선비즈, 2024년 5월 10일
3. ↑  지에스이, +7.04% 상승폭 확대, 조선비즈, 2024년 5월 10일